# Aprifrontalia mascula
Aprifrontalia mascula är en spindelart som först beskrevs av Karsch 1879.  Aprifrontalia mascula ingår i släktet Aprifrontalia och familjen täckvävarspindlar. Inga underarter finns listade i Catalogue of Life.